# Fessura trasversa di Bichat
La fessura trasversa di Bichat (o grande fessura cerebrale) è un solco che separa i due emisferi del cervello dal mesencefalo.
La fessura di Bichat viene vista per apprezzare particolari rapporti e localizzazioni anatomiche cerebrali; si apprezza questa fessura se si compie un taglio tra lo splenio del corpo calloso e l'epifisi. Descrive una grande curva a concavità anteriore e convessità posteriore. Vi si distinguono tre porzioni: una "trasversale", mediana, e due "antero-posteriori", laterali, simili a destra e a sinistra. La porzione trasversale, situata sopra la protuberanza anulare e sotto l'estremità posteriore del corpo calloso, comincia col terzo ventricolo, in cui lascia penetrare la pia madre, che ivi forma la tela coroidea.